# Ofensywa Sił Zbrojnych Południa Rosji na Moskwę
Ofensywa Sił Zbrojnych Południa Rosji na Moskwę – ostatnia wielka ofensywa przeprowadzona przez Siły Zbrojne Południa Rosji pod dowództwem gen. Antona Denikina podczas wojny domowej w Rosji.
Po osiągnięciu w maju-czerwcu 1919 r. znaczących sukcesów w bitwach na wschodniej Ukrainie (opanowanie Donbasu, Charkowa i Jekaterynosławia) oraz zdobyciu Carycyna gen. Denikin opracował plan marszu na północ i uderzenia na stolicę Rosji Radzieckiej równocześnie z trzech kierunków, skoordynowanego z ofensywą na Ukrainie. Rozpoczęta w sierpniu 1919 r. ofensywa do końca października tego roku przyniosła białym istotne sukcesy: 20 września zajęty został Kursk, 30 września – Woroneż i 14 października – Orzeł. Siły białych nigdy nie były w wojnie domowej w Rosji bliżej zajęcia Moskwy. W kolejnych tygodniach Siły Zbrojne Południa Rosji zostały jednak zmuszone do wycofania się. Denikin nadmiernie rozciągnął linię frontu, nie zdołał z powodzeniem prowadzić zaciągu do swoich sił, podczas gdy bolszewicy zmobilizowali do Armii Czerwonej 100 tys. nowych ochotników. W drugiej połowie października 1919 r. czerwoni przeszli do kontrofensywy. 24 października 1919 r. świeżo utworzona 1 Armia Konna rozbiła pod Woroneżem kawalerię białych, następnie Armia Czerwona zajęła kluczowy węzeł kolejowy Kastornoje i 15 listopada wkroczyła do Kurska. Po tych wydarzeniach inicjatywa w wojnie domowej definitywnie przeszła na stronę czerwonych.

## Przebieg wydarzeń

### Sytuacja przed rozpoczęciem ofensywy
W połowie 1919 r. sytuacja na Froncie Południowym, która przez pierwsze miesiące roku była zdecydowanie lepsza dla czerwonych, zmieniła się na korzyść białych Sił Zbrojnych Południa Rosji dowodzonych przez gen. Antona Denikina. W końcu kwietnia 1919 r. gen. Nikołaj Wsiewołodow, który dowodził 9 Armią Czerwoną, przeszedł na stronę białych, a już w tygodniach poprzedzających ucieczkę przekazywał białym informacje ze swojego sztabu. Na początku maja przeciwko dowództwu Frontu Ukraińskiego Armii Czerwonej zbuntował się ataman Matwij Hryhorjew, który do tego momentu był sojusznikiem bolszewików i w marcu dowodził operacją zdobycia Chersonia, Mikołajowa i Odessy. Pod kontrolą Hryhorjewa znalazł się obszar od Mikołajowa i Chersonia na zachodzie, z Jelizawietgradem, Krzemieńczukiem, Czerkasami, Aleksandrią, Krzywym Rogiem, do Jekaterynosławia na wschodzie. Teren ten był dotąd źródłem uzupełnień i zaopatrzenia dla jednostek Armii Czerwonej walczących z Siłami Zbrojnymi Południa Rosji. W maju i na początku czerwca biali ostatecznie rozstrzygnęli na swoją korzyść zaciętą, trwającą od marca bitwę o Donbas. Następnie 27 czerwca 1919 r. białe oddziały gen. Władimira Maj-Majewskiego zakończyły sukcesem operację mającą na celu zdobycie Charkowa, zaś siły dowodzone przez gen. Andrieja Szkuro w dniach 29-30 czerwca 1919 r. opanowały Jekaterynosław. W północnej części regionu dońskiego wybuchło kozackie powstanie przeciwko lokalnym władzom bolszewickim, odpowiedź na ich represyjną politykę i prześladowania Cerkwi prawosławnej. W czerwcu białym oddziałom pod dowództwem gen. Władimira Sidorina udało się połączyć z kozackimi powstańcami i wyprzeć bolszewików z całego obszaru dońskiego. Wreszcie w ostatnich dniach tego samego miesiąca biali Kozacy kubańscy pod dowództwem Piotra Wrangla, z użyciem czołgów dostarczonych przez Brytyjczyków, zdobyli strategiczny ośrodek – Carycyn. Tam też 3 lipca, na paradzie oddziałów Wrangla, Denikin ogłosił, iż kolejnym celem białych będzie zdobycie stolicy Rosji Radzieckiej.

### Plan działań
Dyrektywa moskiewska Denikina (rozkaz nr 08878) wyznaczała następujące kierunki działań:

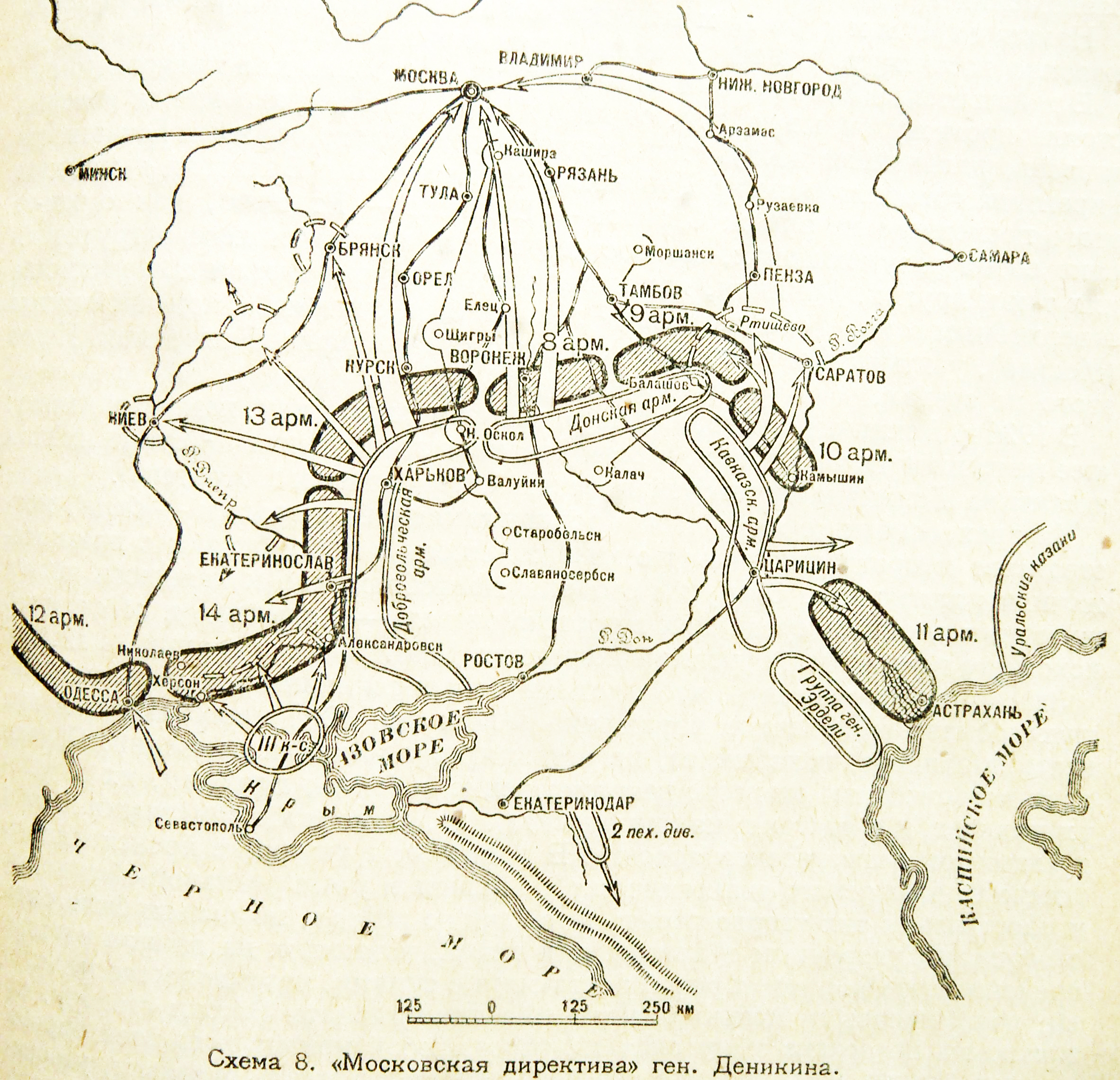
Dyrektywa moskiewska Denikina: projektowane ruchy wojsk

- gen. Piotr Wrangel (Armia Kaukaska[5]) miał posuwać się na północ w kierunku Saratowa, następnie Rtiszczewa i Bałaszowa, a następnie Penzy, Ruzajewki, Arzamasu i Niżnego Nowogrodu. Uderzenie jego oddziałów na Moskwę miało nastąpić od strony Włodzimierza. Przed głównymi siłami Wrangla przemieszczać się miały jednostki, których zadaniem było rozbicie oddziałów czerwonych nad dolną Wołgą oraz nawiązanie łączności z armią adm. Aleksandra Kołczaka[6];
- gen. Władimir Sidorin (Armia Dońska[5]) miał kierować się na północ na Kamyszyn i Bałaszow, a następnie, koordynując swoje działania z Wranglem, poprowadzić część sił na Woroneż, Kozłow i Riazań, z perspektywą uderzenia na Moskwę, drugą zaś ich część skierować na Nowy Oskoł, Jelec i Kaszyrę, po czym również zaatakować Moskwę[6];
- gen. Władimir Maj-Majewski (Armia Ochotnicza[5]) miał za zadanie zdobyć kolejno Kursk, Orzeł i Tułę, ponadto zaś, w celu zabezpieczenia się przed zgrupowaniami czerwonych na Ukrainie, dotrzeć do linii Dniepru i Desny, wkroczyć do Kijowa, zabezpieczyć wszystkie miejsca między Jekaterynosławiem i Briańskiem, gdzie było możliwe przekroczenie rzek[6],
- gen. Dobrowolski otrzymał zadanie zdobycia kontroli nad ujściem Dniepru, Chersoniem i Mikołajowem[6];
- biała flota czarnomorska miała zablokować port w Odessie i współpracować przy realizacji innych zadań bojowych[6].

W realizacji wszystkich zadań na lądzie Denikin zamierzał wykorzystywać linie kolejowe. Polecił również rozpocząć zaciąg ochotników i szeroko zakrojoną akcję propagandową.

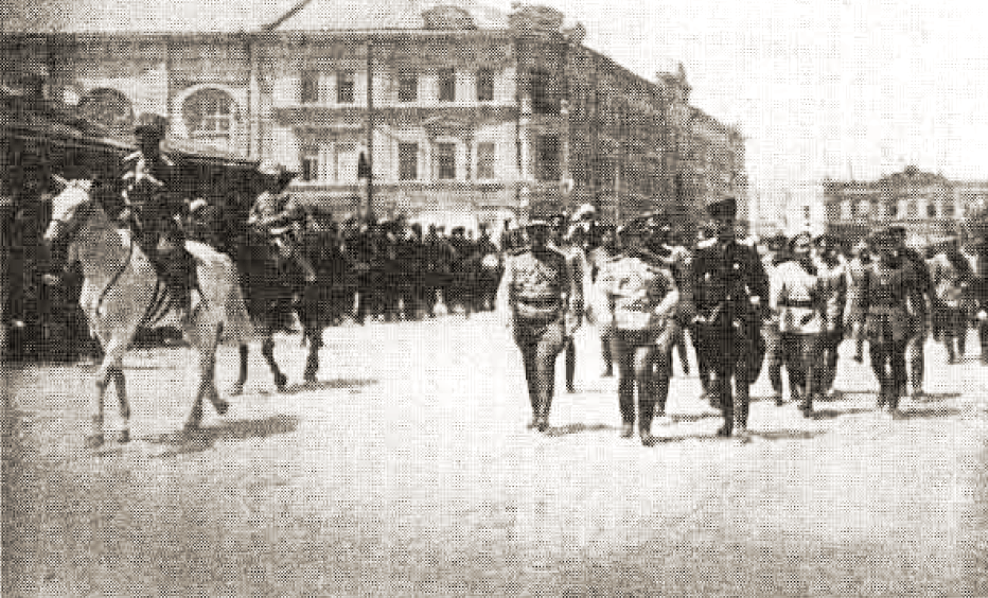
Denikin i Wrangel w Carycynie. Krótko po zajęciu miasta ogłoszony został plan marszu Sił Zbrojnych Południa Rosji na Moskwę

Koncepcja Denikina była optymistyczna, prawdopodobnie głównodowodzący Siłami Zbrojnymi Południa Rosji przecenił możliwości swoich sił, będąc pod wrażeniem niedawnych sukcesów. Najpewniej z tego powodu Denikin zignorował m.in. sugestie Wrangla, by odłożyć wielką ofensywę na Moskwę, umożliwić żołnierzom odpoczynek, skupić się tymczasowo na obronie wzdłuż linii Jekaterynosław-Carycyn i zaatakować jedynie pozostający w rękach czerwonych Astrachań. Takie rozwiązanie również jednak niosło za sobą określone ryzyko – czas działał na korzyść czerwonych, to oni mogli zmobilizować większe rezerwy (nawet mimo faktu, że przejmując kontrolę nad nowymi terytoriami biali mogli wcielać miejscowych chłopów do swojego wojska), a zwycięstwa odnoszone nad adm. Kołczakiem na froncie wschodnim w przyszłości pozwoliłyby im wzmocnić Front Południowy.
9 lipca Lenin wydał okólnik Wszyscy do walki z Denikinem! wzywając do reorganizacji sił i skutecznego stawienia oporu dalszym działaniom białych na froncie południowym. W dowództwie Armii Czerwonej powstał spór na tle tego, jak powinna wyglądać odpowiedź na zdobycie przez białych Carycyna i dalsze działania przeciwko armii Denikina na Kubaniu. Głównodowodzący Armii Czerwonej Jukums Vacietis, popierany przez komisarza spraw wojskowych i morskich Lwa Trockiego, sugerował poprowadzenie ofensywy przez Donbas, gdzie, jak argumentował Trocki, żołnierze mogliby liczyć na poparcie robotników. Vacietis został jednak usunięty ze stanowiska i zastąpiony przez Siergieja Kamieniewa, który opracował plan uderzenia na Carycyn, a następnie Nowoczerkask i Rostów. Wówczas ofensywa zostałaby powierzona 9 i 10 Armii, a nie znacznie słabszym armiom 13 i 14.

### Przebieg marszu na Moskwę

#### Działania białych na Ukrainie, walki w sierpniu 1919 r.
Chociaż zaplanowane przez Denikina działania na Ukrainie miały mieć jedynie charakter zabezpieczający, to właśnie na tym obszarze biali odnieśli pierwsze ważne sukcesy w toku rozpoczętej ofensywy. 29 lipca 1919 r. zajęli Połtawę, 18 sierpnia – Mikołajów, zaś 23 sierpnia – Odessę. Tego samego dnia wkroczyli do Kijowa, zmuszając do opuszczenia miasta oddziały Ukraińskiej Republiki Ludowej, które w toku odrębnej ofensywy dotarły do niego również 23 sierpnia. Według Evana Mawdsleya ofensywa ukraińska Denikina była strategicznym błędem, gdyż siły, które ją prowadziły, w konsekwencji nie mogły angażować się w walki na kluczowym centralnym odcinku frontu, a jego linia została zbyt rozciągnięta.

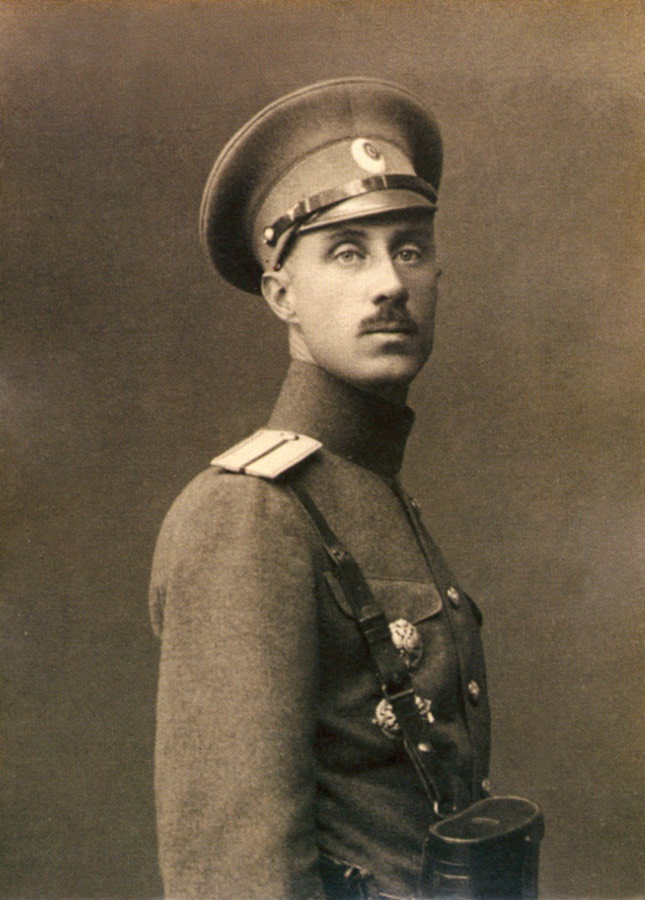
Piotr Wrangel

W tym samym czasie Armia Czerwona przystąpiła do wcielania w życie planu Kamieniewa. 14 sierpnia grupa uderzeniowa pod dowództwem Wasilija Szorina (8 i 9 Armia) rozpoczęła marsz na Carycyn, podczas gdy zgrupowanie pod dowództwem Władimira Sieliwaczowa (część 8 i 14 Armii oraz 13 Armia) zostało skierowane na Charków. Grupa Szorina zaatakowała Armię Kaukaską Wrangla, który wyruszył z Carycyna na północ i zbliżał się do Saratowa, jednak jego marsz został zahamowany z powodu braku żywności i uzupełnień. Wrangel musiał wycofać się z Kamyszyna i zająć pozycje obronne w Carycynie, gdzie z powodzeniem się bronił; po sześciu tygodniach walk grupa Szorina straciła zdolność do jakichkolwiek działań zaczepnych, tym bardziej, że została dodatkowo zaatakowana przez kawalerię pod dowództwem Konstantina Mamontowa.
Rozpoczęty 10 sierpnia 1919 r. rajd grupy Mamontowa, wykorzystujący lukę między 8 i 9 Armią, nie był uwzględniony w pierwotnym planie marszu na Moskwę i być może został podjęty zupełnie bez zgody Denikina. Licząca 7-8 tys. konnych grupa niszczyła infrastrukturę łącznościową czerwonych, wysadzała tory kolejowe i mosty, zniszczyła pewną liczbę magazynów z amunicją i rozpędziła część świeżo utworzonych oddziałów Armii Czerwonej. 18 sierpnia 1919 r. siły Mamontowa zajęły Tambow, zaś na dwa dni (11 i 12 września) opanowały Woroneż. W miastach i między nimi dopuszczały się na ogromną skalę rabunku.
Plan Kamieniewa, zakładający sprawne przejście do uderzenia na obszary na południu Rosji stanowiące centrum ruchu białych, zakończył się niepowodzeniem, gdyż również grupa Sieliwaczowa nie zdołała dotrzeć dalej, niż do Kupiańska, nie odzyskując dla czerwonych Charkowa. Według Mawdsleya to jego klęska przesądziła o niepowodzeniu całej strategii Kamieniewa.

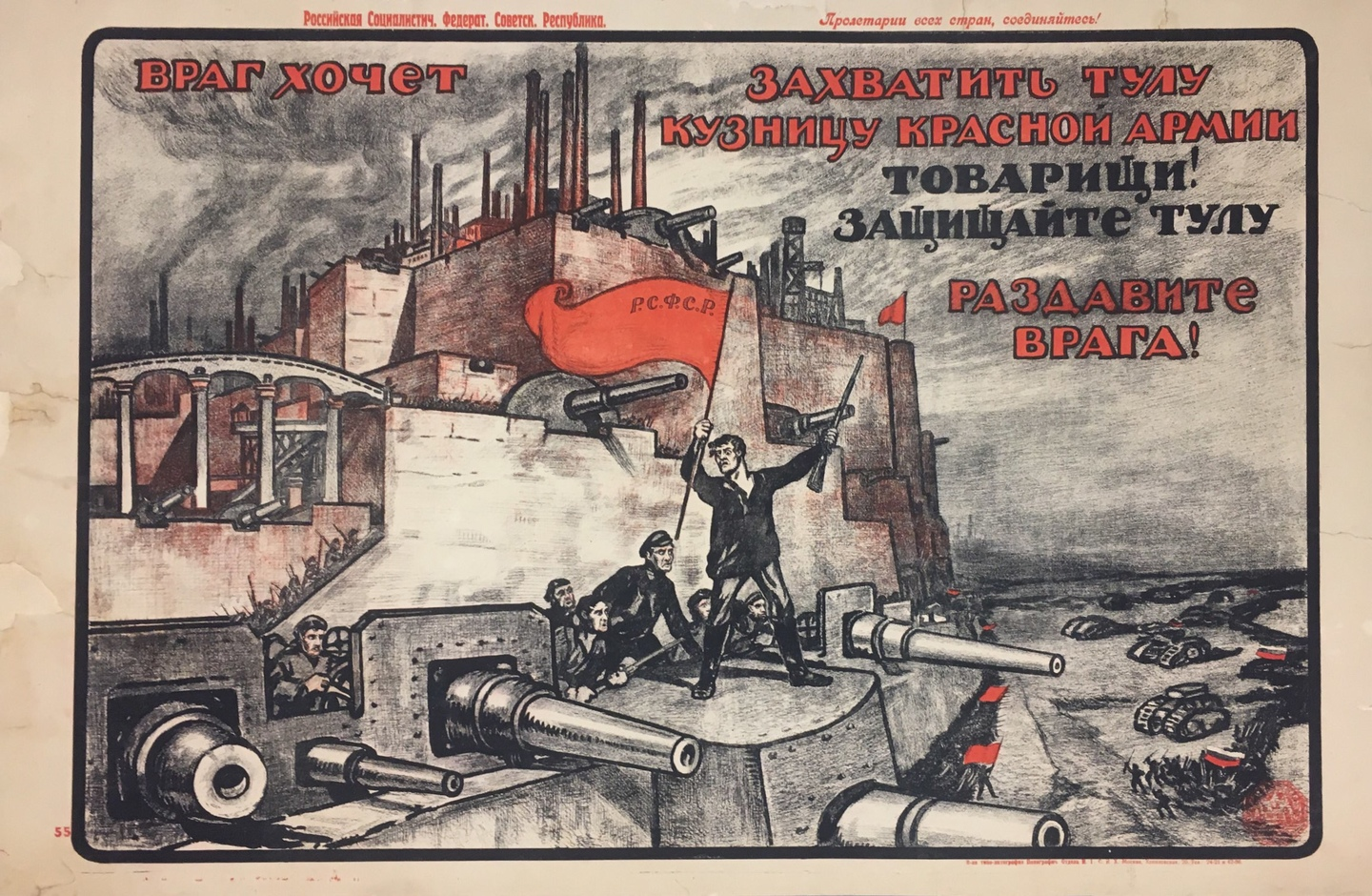
Wróg chce zająć Tułę – kuźnię Armii Czerwonej – bolszewicki plakat propagandowy wzywający do obrony Tuły przed Siłami Zbrojnymi Południa Rosji

We wrześniu biali odnieśli kolejne sukcesy: 20 września 1919 r. oddziały pod dowództwem gen. Aleksandra Kutiepowa zajęły Kursk, rozbijając dwie czerwone dywizje strzeleckie, zaś 30 września kawaleria pod dowództwem Szkury zaskoczyła przeciwnika, przekraczając Don i zajmując Woroneż. 14 października Siły Zbrojne Południa Rosji wkroczyły do Orła. Nigdy wcześniej pod ich kontrolą nie był tak znaczny obszar ani też nigdy nie udało im się dotrzeć bliżej Moskwy. Zajmowanie kolejnych prowincji, wbrew oczekiwaniom białych, osłabiło ich. Tworzona przez Denikina administracja nie działała sprawnie, na opanowywanych terenach panowała anarchia, powoływani do armii rekruci nie chcieli się bić, a linia frontu niebezpiecznie się wydłużała. Tymczasem rząd bolszewicki z o wiele większym powodzeniem przeprowadził mobilizację nowych ochotników do walki z Denikinem. Na Front Południowy między wrześniem a 15 listopada 1919 r. skierowano 100 tys. nowych czerwonych żołnierzy.

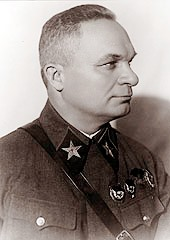
Aleksandr Jegorow

W Armii Czerwonej przeprowadzona została również kolejna znacząca reorganizacja. Już 27 września, pod wrażeniem sukcesów białych, z 9 i 10 Armii utworzono Front Południowo-Wschodni pod dowództwem Szorina, działający na odcinku od Carycyna do Bobrowa. Między Bobrowem a Żytomierzem rozciągnął się natomiast Front Południowy, złożony z 8, 12, 13 i 14 Armii, pod dowództwem Aleksandra Jegorowa. Siergiej Kamieniew miał być osobiście odpowiedzialny za koordynację ich działań. Utworzono ponadto pierwszą po tej stronie konfliktu wielką jednostkę kawalerii – 1 Armię Konną (formalnie w listopadzie 1919 r.) i wymieniono nieskutecznych dowódców. Po stronie białych nadal utrzymywał się zaplanowany przez Denikina podział na cztery zgrupowania. Siły Wrangla broniły Carycyna, na zachód od nich działała grupa Sidorina (Kozacy dońscy), Kijowa broniły oddziały gen. Dragomirowa, zaś środkową część frontu utrzymywał gen. Maj-Majewski. Denikin nie miał praktycznie rezerw, gdyż te oddziały, które nie były zaangażowane w marsz na Moskwę, walczyły z anarchistami Machny, które dotarły ze wschodniej Ukrainy niemal pod Taganrog, a odrębna grupa  w sile 3-5 tys. żołnierzy prowadziła bitwę o kontrolowany przez czerwonych Astrachań. Denikin popełnił błąd, nie skracając frontu, cofając się czasowo z najdalej wysuniętych pozycji wobec zagrożenia, jakie stanowili dla niego anarchiści. W jego sztabie przeważył nadmierny optymizm i wiara, że biali, którzy przezwyciężyli już wiele ogromnych trudności, również tym razem odniosą zwycięstwo, mimo braku poparcia dla nich ze strony ludności na zajmowanych obszarach, chorób nękających białych żołnierzy i złej organizacji.

### Kontrofensywa czerwonych i klęska białych

Wejście Armii Czerwonej do Orła

Kontrofensywa Armii Czerwonej rozpoczęła się w końcu października 1919 r. równocześnie na dwóch odcinkach. Grupa uderzeniowa złożona z łotewskiej dywizji piechoty, Ukraińskiej Brygady Kawalerii pod dowództwem Witalija Primakowa, 13 dywizja strzelecka oraz estońska dywizja strzelecka zmusiły Maja-Majewskiego do opuszczenia Orła, co nastąpiło 20 października, i do dalszego wycofywania się na południe. Zagrożeni okrążeniem biali odeszli w uporządkowany sposób do Kurska. W tym samym czasie dowodzący 1 Armią Konną Siemion Budionny, wbrew poleceniom dowódcy frontu, uderzył na Woroneż, gdyż chciał w bezpośrednim starciu zmierzyć się ze słynną kawalerią białych. Odniósł efektowne zwycięstwo nad siłami Mamontowa i Szkury, wkraczając 24 października do miasta. Przez miesiąc trwały następnie walki o kluczowy węzeł kolejowy Kastornoje. Zdobycie go przez czerwonych oznaczało rozdzielenie sił Kozaków dońskich oraz Armii Ochotniczej. 15 listopada czerwoni zajęli Kursk. Były to bitwy o przełomowym znaczeniu dla całej wojny domowej. Klęska ofensywy moskiewskiej była preludium ostatecznej przegranej białych w konflikcie.